# Yakuza

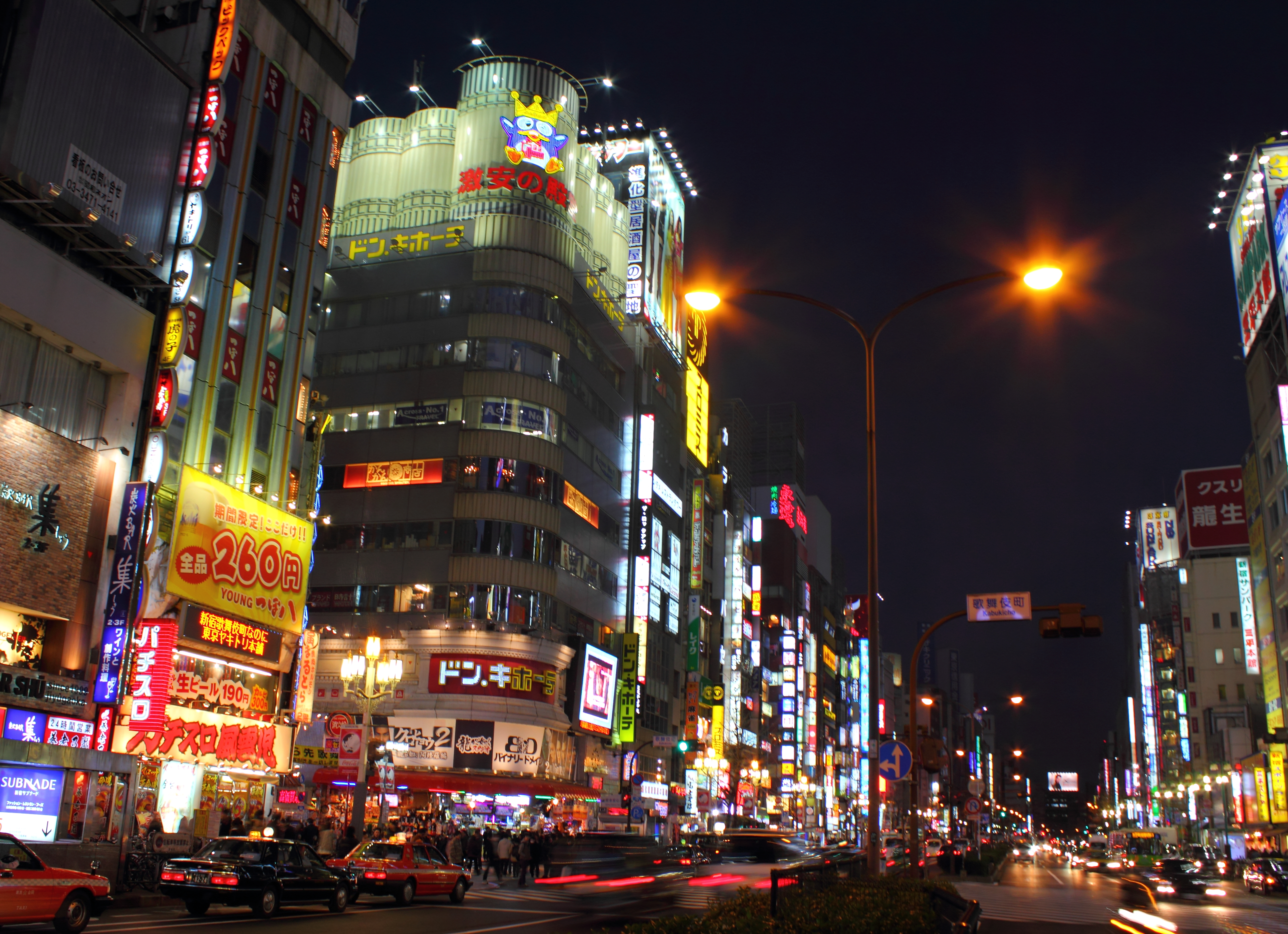
Callejón del distrito de Shinjuku en Tokio, sitio supuestamente frecuentado por la yakuza.

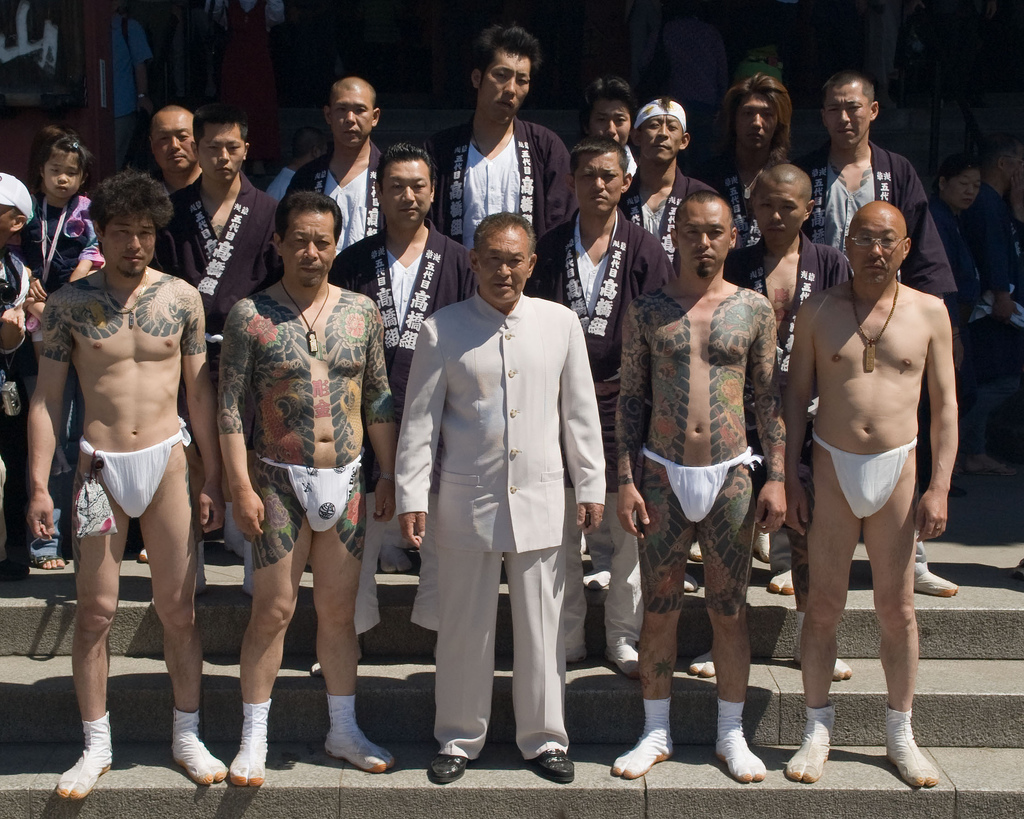
Yakuzas en el festival Sanja Matsuri.

Yakuza (ヤクザ) es el nombre que en Japón se aplica tanto a las organizaciones de crimen organizado como a sus miembros. Un equivalente japonés a la mafia que se remonta al siglo XVII. La yakuza moderna ha extendido sus actividades a la corrupción bancaria y política.
Los yakuza son conocidos por sus estrictos códigos de conducta, su naturaleza feudodom organizada y varias prácticas rituales poco convencionales como el yubitsume, o amputación del dedo meñique izquierdo. A menudo se representa a los miembros como varones con el cuerpo muy tatuado y vestidos con fundoshi, a veces con un kimono o, en años más recientes, con un traje "afilado" de estilo occidental que los cubre.  Este grupo sigue estando considerado como una de "las organizaciones criminales más sofisticadas y ricas". 
En su apogeo, la yakuza mantuvo una gran presencia en los medios de comunicación japoneses, y también operaba a escala internacional. En 1963, el número de miembros y cuasi miembros de la yakuza alcanzó un máximo de 184 100. Sin embargo, esta cifra ha descendido drásticamente, un descenso atribuido a las cambiantes oportunidades de mercado y a varios avances legales y sociales en Japón que desalientan el crecimiento de la afiliación a la yakuza. En 1991 contaba con 63 800 miembros y 27 200 cuasimiembros, pero en 2022 sólo tenía 11 400 miembros y 11 000 cuasimiembros. La yakuza está envejeciendo porque los jóvenes no se unen fácilmente, y su edad media a finales de 2022 era de 54,2 años: 5,4 % de 20 años, 12,9 % de 30 años, 26,3 % de 40 años, 30,8 % de 50 años, 12,5 % de 60 años y 11,6 % de 70 años o más, con más de la mitad de los miembros de 50 años o más. 
La yakuza sigue participando regularmente en una serie de actividades delictivas, y muchos ciudadanos japoneses siguen temiendo la amenaza que estos individuos suponen para su seguridad. En la actualidad no existe una prohibición estricta de pertenecer a la yakuza en Japón, aunque el Gobierno japonés ha aprobado numerosas leyes destinadas a impedir los ingresos y aumentar la responsabilidad por las actividades delictivas.

## Etimología del nombre
Se ignora el origen de la palabra yakuza, pero está extendida la creencia de que proviene del estilo de vida de los bakuto (博徒 ‘apostadores’), una de las dos clases sociales que dieron origen a los yakuza (los otros son los tekiya o «vendedores ambulantes»). Los bakuto estaban muy abajo en la sociedad japonesa del período Edo, por estar prohibidas las apuestas. De ahí derivó su imagen indeseable y el nombre ya (ocho), ku (nueve) y za (tres), ya que 8, 9 y 3 son 20 puntos, la peor mano en el oicho-kabu, una variante del juego de cartas hanafuda.

## Historia

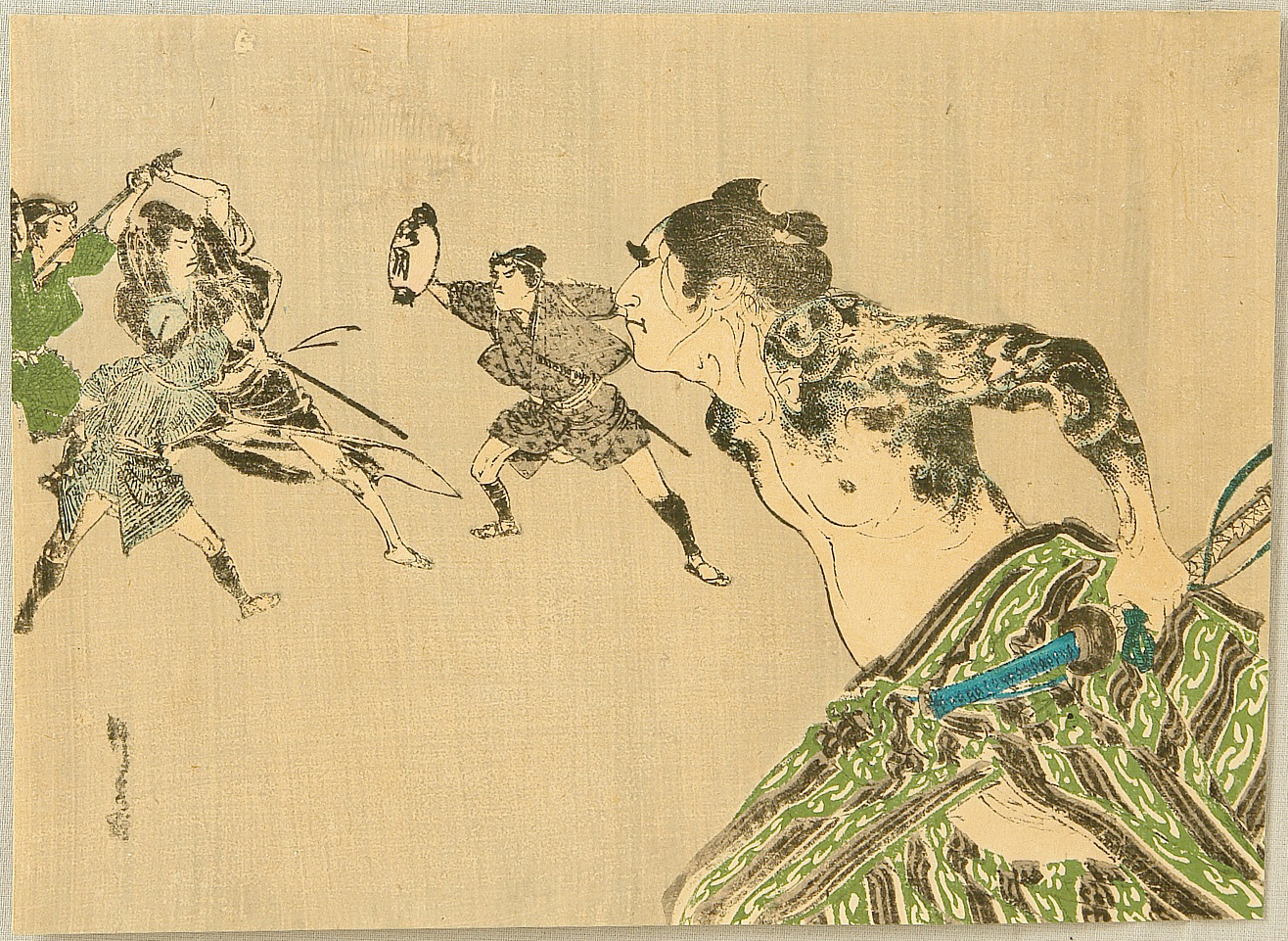
Un yakuza con un dragón tatuado corre para ayudar a su compañero, que lucha contra la policía.

Durante el período Edo, la figura del samurái era privilegiada dentro de la sociedad debido a su eficiencia militar y los servicios de seguridad que prestaban a la comunidad, a través de los daimyō, señores feudales o el shōgun. Al final del período de guerras, Japón inicia su era moderna y continúa unificándose en un solo gobierno, así que muchos samuráis eran despedidos porque resultaban inútiles a los nuevos destinos de la nación y así se convertían en mercenarios ambulantes conocidos como rōnin. Estos siguieron haciendo trabajos de manera independiente para sus jefes y la alta sociedad. Al cabo de un tiempo se empezaron a organizar en bandas paramilitares que protegían regiones a cambio de comida y comodidades que proporcionaba la comunidad. Poco tiempo después terminan dominando los negocios ilegales de Japón.
A finales del siglo XIX y al iniciarse el XX tenían el control de las apuestas, el contrabando, al blanqueo de capital, los espectáculos, la especulación de bienes inmobiliarios, la extorsión, el tráfico de drogas y armas. Además, después de la Segunda Guerra Mundial, ciertas bandas de ideología ultraderechista comenzaron a operar y extorsionar dentro de grupos políticos.
Su organización se derivó de los códigos de los samuráis pero mucho más estructurados y fortalecidos; todo el clan se considera una familia donde se profesa la fidelidad absoluta a la banda, el ultranacionalismo, la obediencia al mayor rango y su estricto y brutal código de honor. Los novatos se adoctrinan a través del sistema senpai-kōhai, en el cual se especifican los procedimientos de castigo a la deslealtad, como por ejemplo la amputación de un dedo meñique para aquel miembro que cometa algún fallo grave o incurra en traición. Dicha amputación sirve aún en la actualidad para reconocer a los miembros retirados o disidentes. La amputación se realizaba principalmente en el dedo meñique de la mano izquierda, ya que es el dedo que aplica más fuerza a la hora de realizar un corte con la katana.
Los tatuajes dentro de la organización son muy importantes; revelan muchas veces el rango dentro de la organización, el clan al que se pertenece, el lema del clan, y algunos incluyen dragones y referencias a su genealogía samurái. La mayoría empieza como un tatuaje enorme al que se le quitan adiciones y terminan cubriendo pequeñas partes del cuerpo; el tatuaje es uno de los rasgos físicos más característicos de la yakuza. Tales tatuajes son aplicados con la técnica tebori, la cual es muy dolorosa, y el tiempo que lleva terminar el tatuaje puede ser de meses o hasta años; no se tatúa con una sola aguja sino con varias. Los yakuzas llevan estos tatuajes para demostrar su identidad, si bien los tatuajes pueden ser motivo de denegación de entrada en baños públicos.

## Estructura
Durante la formación de la yakuza, adoptaron la estructura jerárquica tradicional japonesa de oyabun-kobun, donde los kobun (子分; lit. "hijo adoptivo") deben su lealtad al oyabun (親分, lit. "padre adoptivo"). En un período mucho posterior, se desarrolló el código de jingi (仁義, "justicia y deber") , donde la lealtad y el respeto son una forma de vida.
La relación oyabun-kobun se formaliza mediante el intercambio ceremonial de sake en una sola copa. Este ritual no es exclusivo de la yakuza: también se realiza comúnmente en las bodas tradicionales japonesas sintoístas y puede haber sido parte de relaciones juradas de hermandad.
Durante el período de la Segunda Guerra Mundial en Japón, la forma de organización más tradicional tekiya/bakuto decayó a medida que toda la población se movilizó para participar en el esfuerzo bélico y la sociedad quedó bajo el control de un estricto gobierno militar. Sin embargo, después de la guerra, la Yakuza volvió a adaptarse.
Los futuros yakuza provienen de todos los ámbitos de la vida. Los cuentos más románticos cuentan cómo los yakuza aceptan hijos que han sido abandonados o exiliados por sus padres. Muchos yakuza comienzan en la escuela secundaria como matones callejeros comunes o miembros de pandillas bōsōzoku. Quizás debido a su estatus socioeconómico más bajo, numerosos miembros de la yakuza provienen de orígenes burakumin y étnicos coreanos. A los jóvenes de bajo rango se les puede denominar chinpira o chimpira.
Los grupos Yakuza están encabezados por un oyabun o kumichō (組長, "cabeza de familia") que da órdenes a sus subordinados, los kobun. En este sentido, la organización es una variación del modelo tradicional japonés senpai - kōhai ("senior"-"junior"). Los miembros de las bandas yakuza cortan sus lazos familiares y transfieren su lealtad al jefe de la banda. Se refieren unos a otros como miembros de la familia: padres, hermanos mayores y menores. La yakuza está poblada casi exclusivamente por hombres y las pocas mujeres reconocidas son las esposas de los jefes, a quienes se hace referencia con el título de ane-san (姐さん, "hermana mayor"). Cuando el tercer jefe de Yamaguchi-gumi (Kazuo Taoka) murió a principios de la década de 1980, su esposa (Fumiko) asumió el cargo de jefa de Yamaguchi-gumi, aunque por un corto tiempo.
La Yakuza tiene una estructura organizativa compleja. Hay un jefe general del sindicato, el kumicho, y directamente debajo de él están el saiko komon ("asesor principal") y el so-honbucho ("jefe del cuartel general"). El segundo en la cadena de mando es el wakagashira, que gobierna varias bandas en una región con la ayuda de un fuku-honbucho que es él mismo responsable de varias bandas. Las propias bandas regionales están gobernadas por su jefe local, el shateigashira.
La conexión de cada miembro se clasifica según la jerarquía de sakazuki ("compartir sake"). El kumicho está en la cima y controla varios saikō-komon (最高顧問, "asesores principales"). Los saikō-komon controlan sus propios territorios en diferentes áreas o ciudades. Tienen sus propios subordinados, incluidos otros subjefes, asesores, contadores y ejecutores.
Aquellos que han recibido sake de un oyabun son parte de la familia inmediata y se clasifican en términos de hermanos mayores o menores. Sin embargo, cada kobun, a su vez, puede ofrecer sakazuki como oyabun a su subordinado para formar una organización afiliada, que a su vez podría formar organizaciones de menor rango. El sindicato criminal Yamaguchi-gumi, que controla unas 2.500 empresas y 500 grupos yakuza, hay organizaciones subsidiarias de quinto rango.

## Clanes yakuza destacados
A continuación se listan los clanes yakuza más importantes:
| Nombre de la organización | Descripción |
| ------------------------- | --- |
| Yamaguchi-gumi            | El Yamaguchi-gumi es un sindicato del crimen con sede en Kōbe, prefectura de Hyogo, y es el mayor sindicato del crimen designado en Japón. El número de miembros es de unos 8900 (unos 4100 miembros y unos 4800 miembros asociados). Tiene filiales en 43 prefecturas, excepto en las de Yamagata, Hiroshima, Kagoshima y Okinawa (a fecha de diciembre de 2019). Junto con el Sumiyoshi-kai, el Kōbe Yamaguchi-gumi y el Inagawa-kai, es una de las principales bandas de Japón. |
| Sumiyoshi-kai (Sumikikai) | El Sumiyoshi-kai es un sindicato del crimen organizado con sede en Akasaka, Minato-ku, Tokio. Está reconocida por el gobierno de Estados Unidos como una organización criminal internacional implicada en el contrabando de drogas y armas, la trata de personas y otros delitos. En diciembre de 2019, contaba con aproximadamente 2800 miembros en 15 prefecturas de Tokio, 1 provincia y 1 prefectura, y aproximadamente 4500 miembros, incluidos los miembros asociados. Junto con el Yamaguchi-gumi VI, el Kōbe Yamaguchi-gumi y el Inagawa-kai, se la considera una banda importante. |
| Kōbe Yamaguchi-gumi       | El Kōbe Yamaguchi-gumi (Kōbe Yamaguchigumi) es un sindicato del crimen designado con su oficina principal (sede) situada en 3-10-7 Ninomiya-cho, Chuo-ku, ciudad de Kōbe, prefectura de Hyogo. A finales de diciembre de 2019, contaba con unos 3000 miembros (aproximadamente 1500 miembros y unos 1600 miembros asociados). Junto con el Yamaguchi-gumi, el Sumiyoshi-kai y el Inagawa-kai, se considera una banda importante. |
| Inagawa-kai               | El Inagawa-kai es una banda profesional japonesa con sede en Roppongi, Minato-ku, Tokio. A 31 de diciembre de 2019, contaba con aproximadamente 3400 miembros (aproximadamente 2100 miembros y aproximadamente 1300 miembros asociados). |
| Kudō-kai                  | El Kudō-kai es una pandilla con sede en la ciudad de Kitakyushu, prefectura de Fukuoka, Japón, con aproximadamente 580 miembros en diciembre de 2019 (280 miembros y 300 miembros asociados). Sus principales áreas de actividad son las prefecturas de Fukuoka, Yamaguchi y Nagasaki, así como el área metropolitana de Tokio. Es la mayor organización de bandas de la zona de Kitakyushu y la mayor de la región de Kyushu. |